# Niko Anttola
Pour les articles homonymes, voir Anttola.
Niko Anttola est un fondeur finlandais, né le 13 février 2003. Il est spécialiste des courses de distance.

## Palmarès

### Championnats du monde
| Épreuve / Édition     | Sprint                           | Sprint    | 15 km | 15 km     | Skiathlon 2 × 15 km | 50 km | Relais | Relais    |
| Épreuve / Édition     | libre                            | classique | libre | classique | Skiathlon 2 × 15 km | 50 km | sprint | 4 x 10 km |
| Mondiaux 2023 Planica | Épreuve inexistante à cette date |           | 24    |           |                     |       |        | Argent    |

Légende :
- : pas d'épreuve
- — : Non disputée